# Старый дуб
«Старый дуб» или «Оут екенбом» — 70-пушечный парусный линейный корабль Азовского флота России. 

## Описание корабля
Один из двух 70-пушечных кораблей одноименного типа, построенных в Воронеже. Длина корабля по сведениям из различных источников составляла от 46,2 до 46,8 метра, ширина — 12,2 метра, а осадка — 3,2 метра. Экипаж судна состоял из 450 человек.

## История службы
Корабль «Старый дуб» был заложен в Воронеже 29 сентября 1701 года, после спуска на воду в 1705 году вошёл в состав Азовского флота и переведён в Тавров. Строительство вёл корабельный мастер Ричард Козенц по чертежам Петра I.
В 1710 году судно перестраивалось в Таврове для участия в кампании 1711 года, но на воду весной спущено не было из-за малой воды в реке Воронеж. Корабль был разобран в Таврове в 1727 году.